# 朱陛墓
29°53′33.0″N 121°22′14.8″E / 29.892500°N 121.370778°E
朱陛墓是中国浙江省宁波市一座明代墓葬，位于海曙区集士港镇四明山村庙夹岙，是明代休宁知县朱陛的墓葬。墓葬建于明崇祯年间，由西向东依山而建，长约60米，占地720平方米，保存较为完整。2017年，朱陛墓被列入第七批浙江省文物保护单位。

## 墓主生平
朱陛，字伯升，号圆峤，明天启二年（1622年）进士，曾担任安福知县。丁忧后改任休宁知县。当时，魏忠贤当政，各地为巴结奉承，纷纷为其立生祠，休宁所在的徽州同样寻找地皮，准备为魏忠贤修建生祠，但朱陛坚持不从，此事方才搁置。此后不久，魏忠贤即告倒台。朱陛后死于积劳成疾。

## 墓葬形制
朱陛墓位于四明山村庙夹岙朱家山麓，被三山怀抱，位于两条溪流之间，为形胜之地。墓葬由东向西建于山坡之上，中轴线上依次有坊前踏跺、牌坊、小桥、墓道、四层平台和墓冢，依地势逐渐升高，上下高差9.8米。牌坊为四柱三间三楼，明间面阔2.87米、次间面阔1.59米。横额上刻有海兽题材，并有“皇明壬戌进士文林郎休宁县知县圆峤朱公神道”字样。牌坊明间立柱高5.72米，次间高2.71米，明间柱顶部有石狮。牌坊后有小桥，设有石栏，下有水沟。桥后为墓道，分布有T形台、圆口台、横长平台，此后为墓穴封土。墓穴已被盗，前部凹陷疑为盗洞。根据观察推测墓穴为并穴石室墓，疑似四穴。墓穴周围环绕有石砌围墙，左右两端形成三阶梯，上设有石质屋盖，形似马头墙。

## 保护
朱陛墓于2002年以“朱陛牌坊”的名义被列入鄞州区文物保护单位。2010年，文物部门对朱陛墓进行了修缮，并曾将其作为全国重点文物保护单位推荐项目。2017年1月，朱陛墓被列入第七批浙江省文物保护单位。

## 图片

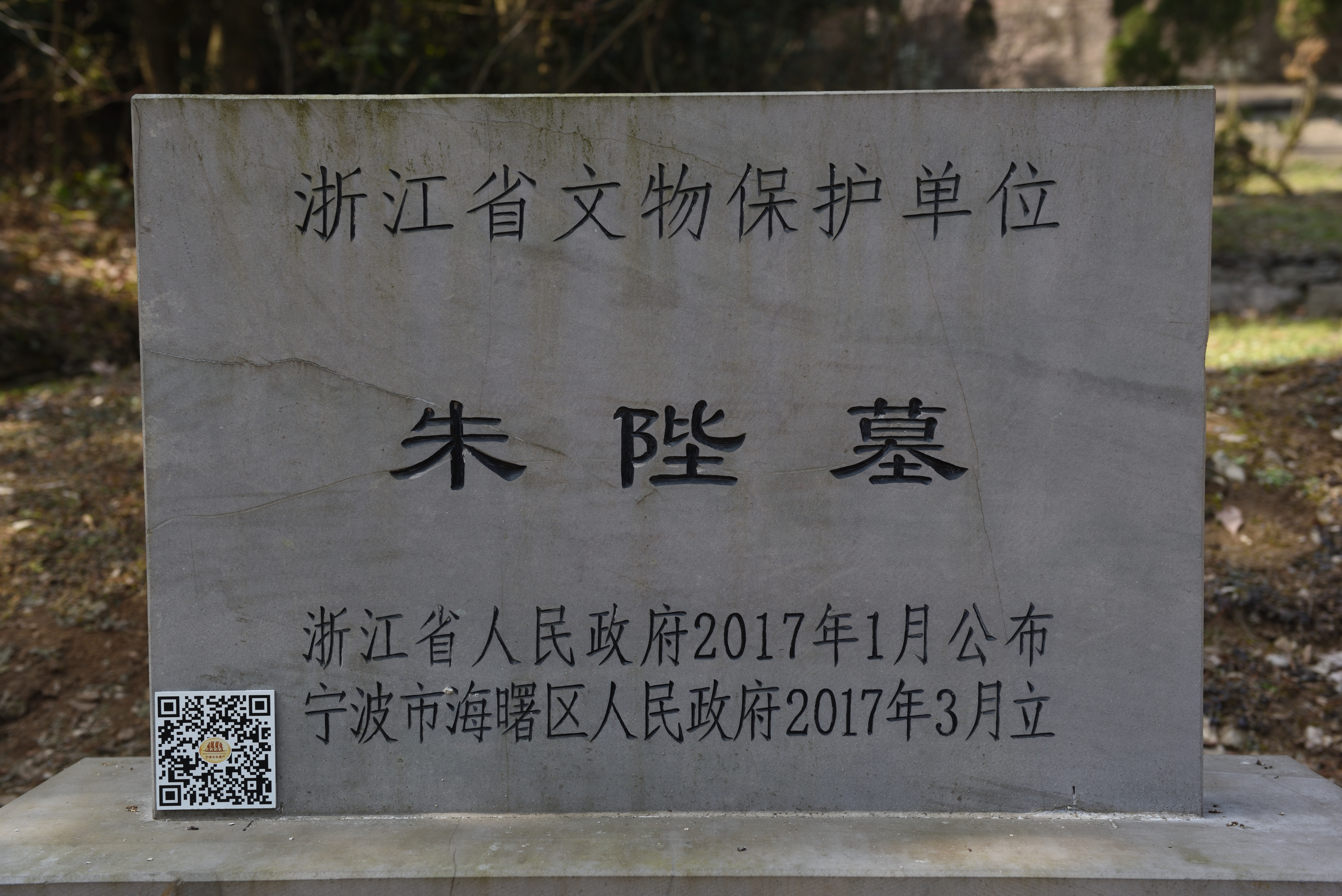
省级文物保护单位标志
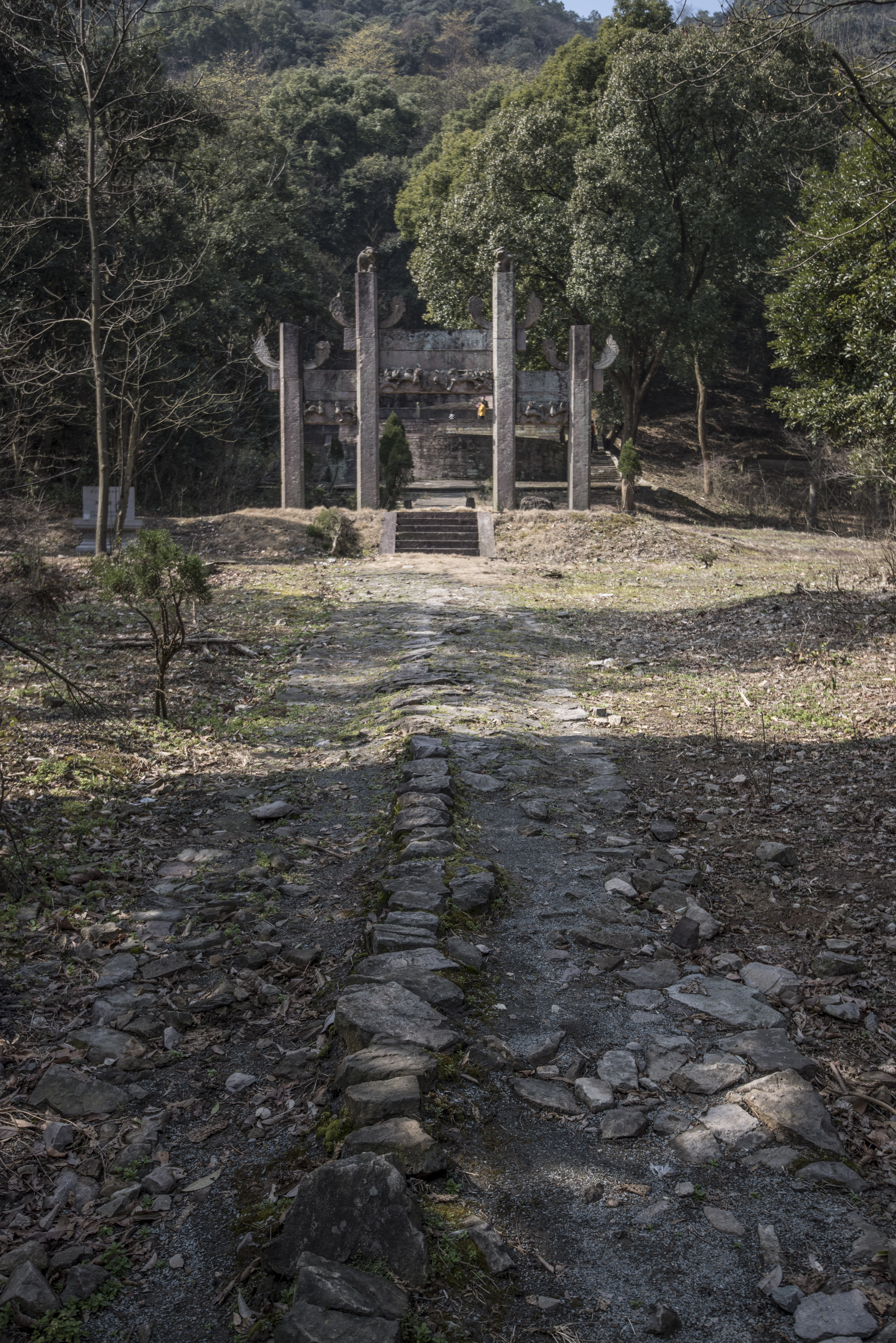
墓前踏跺
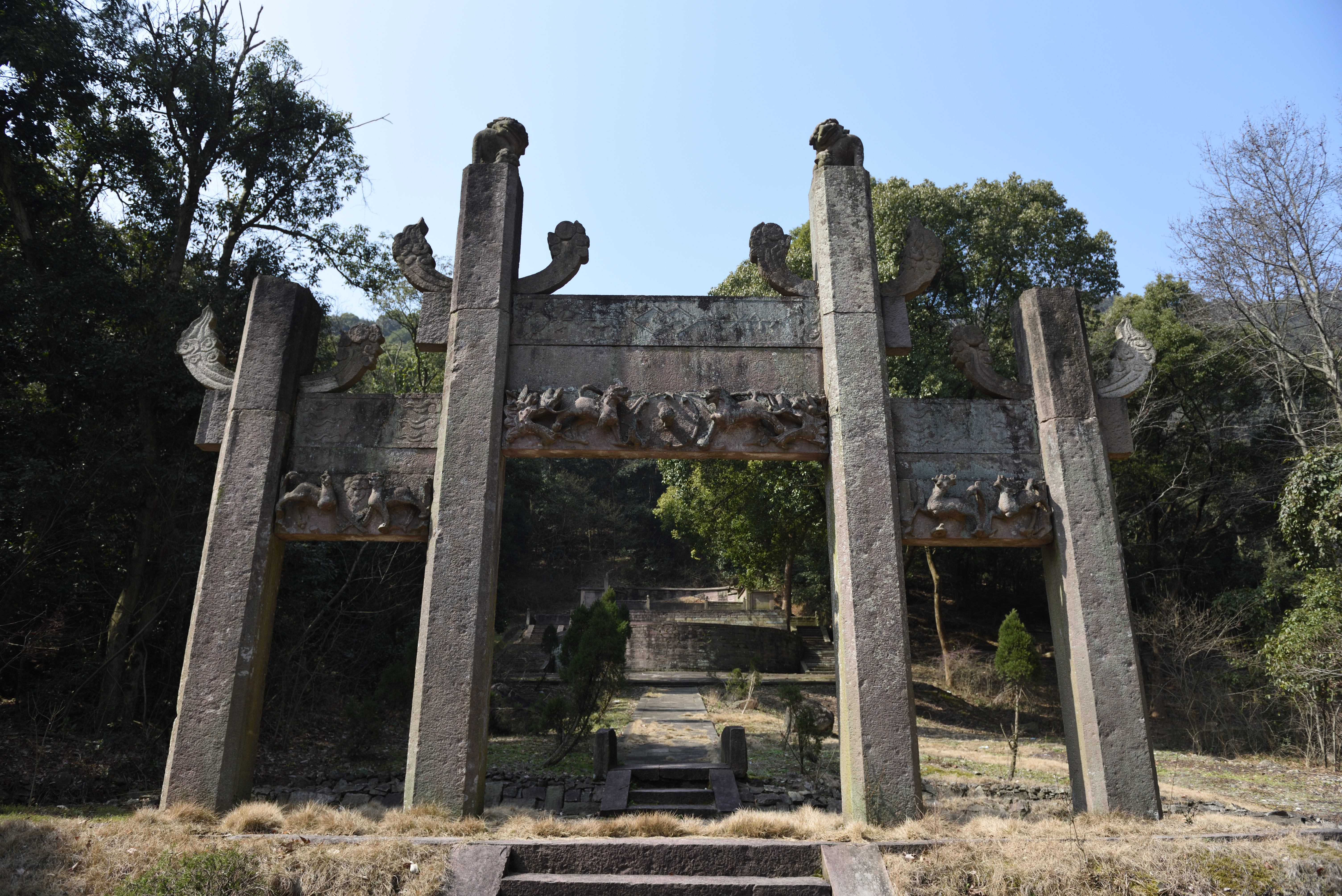
牌坊
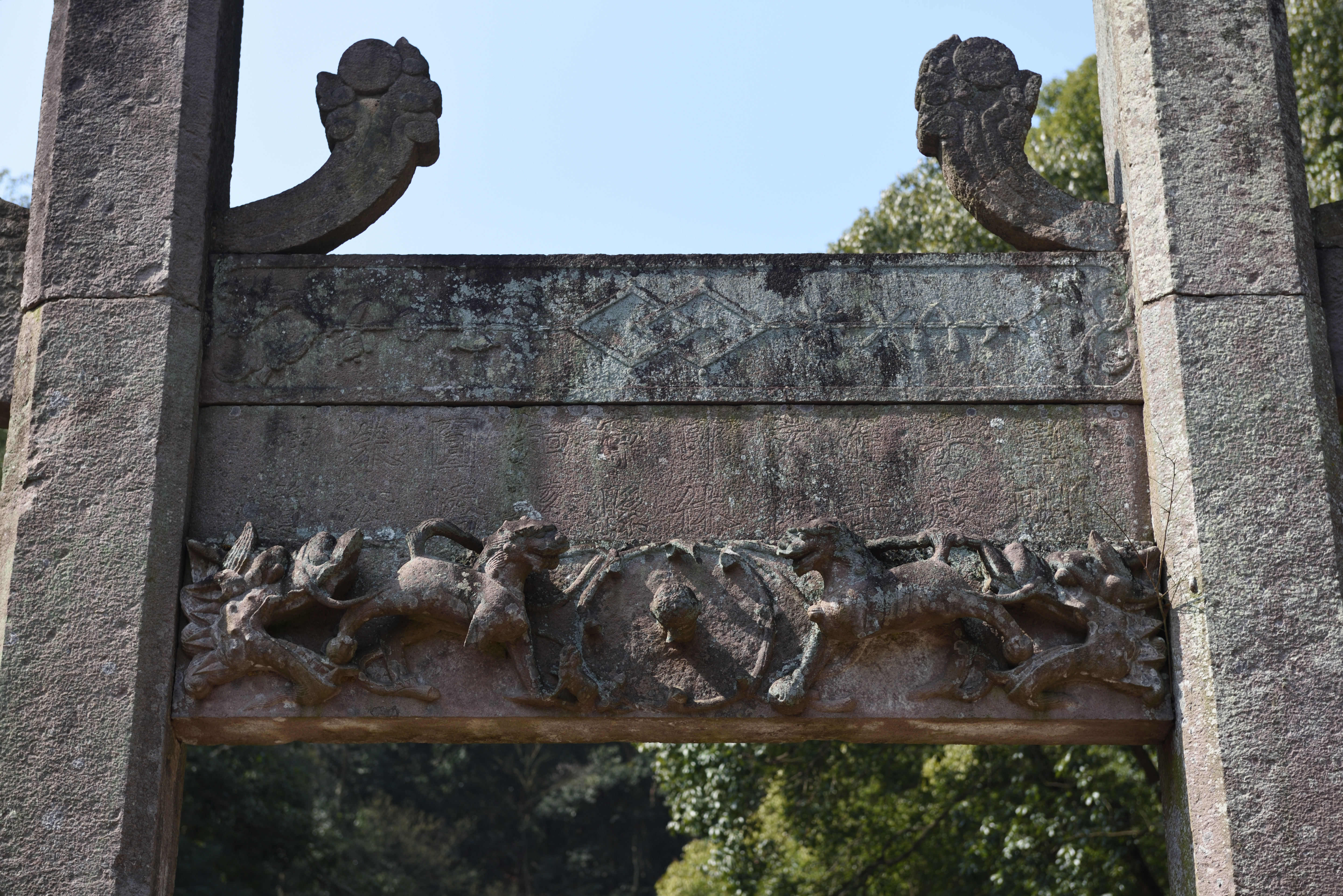
牌坊明间横额
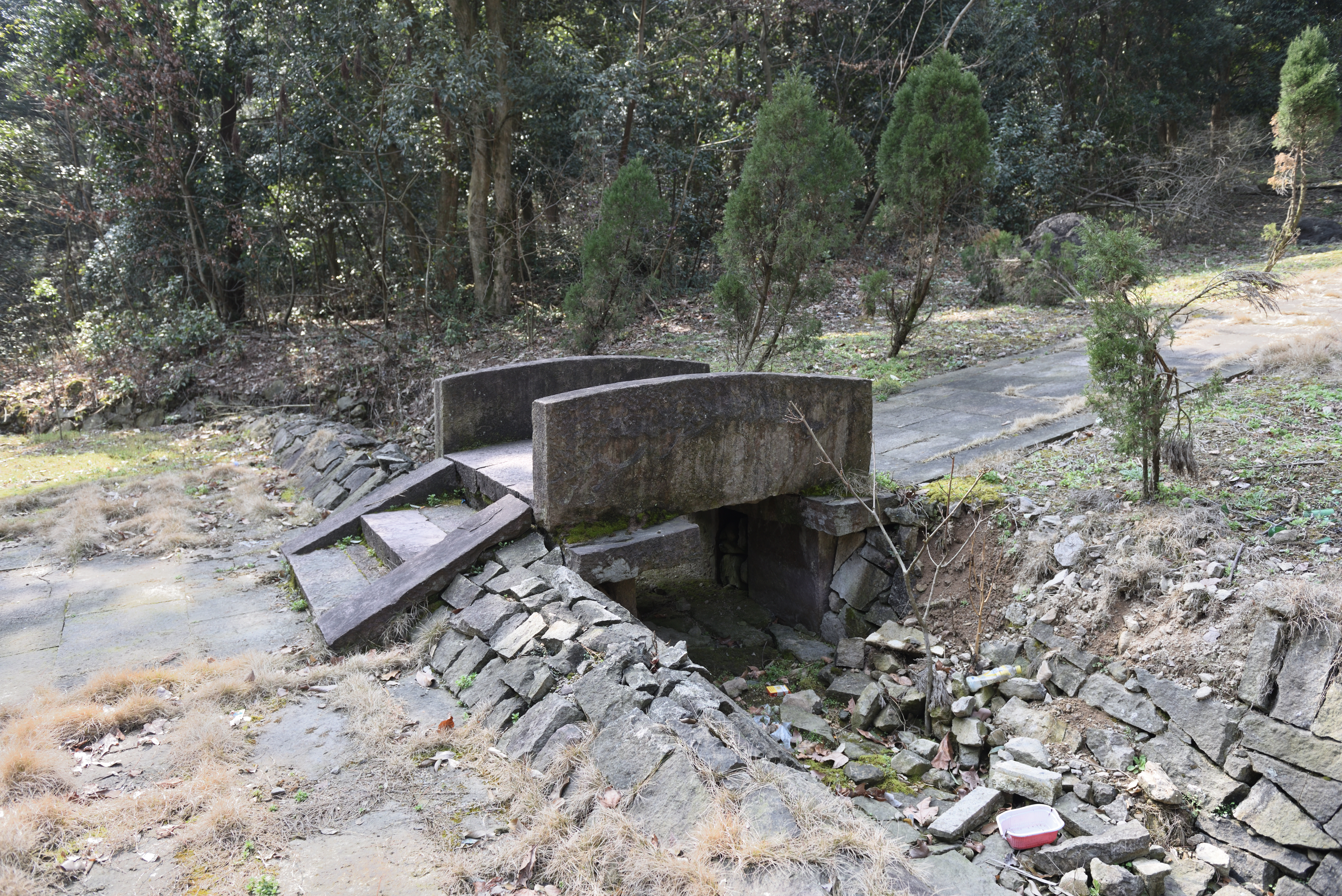
神道桥
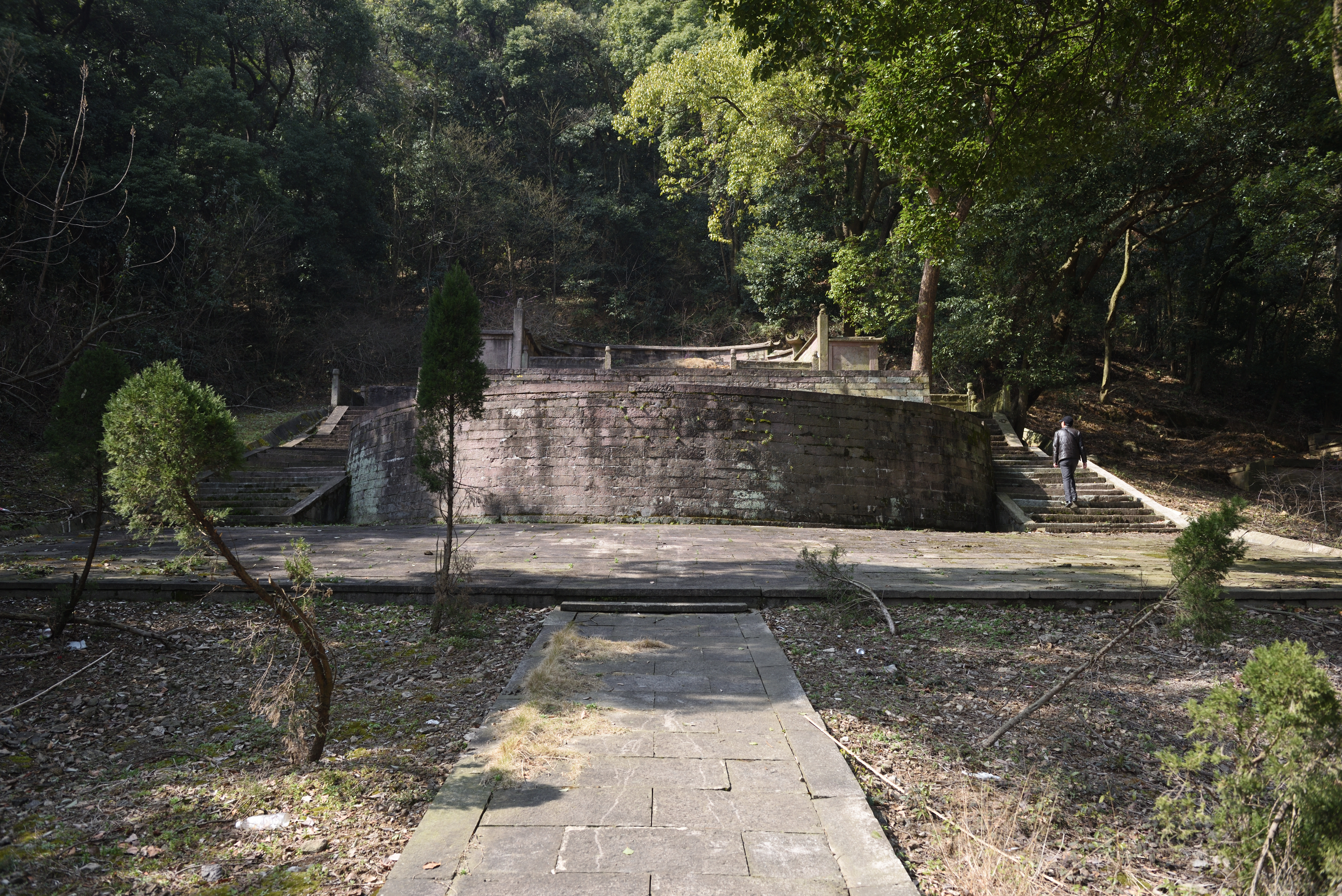
圆口台
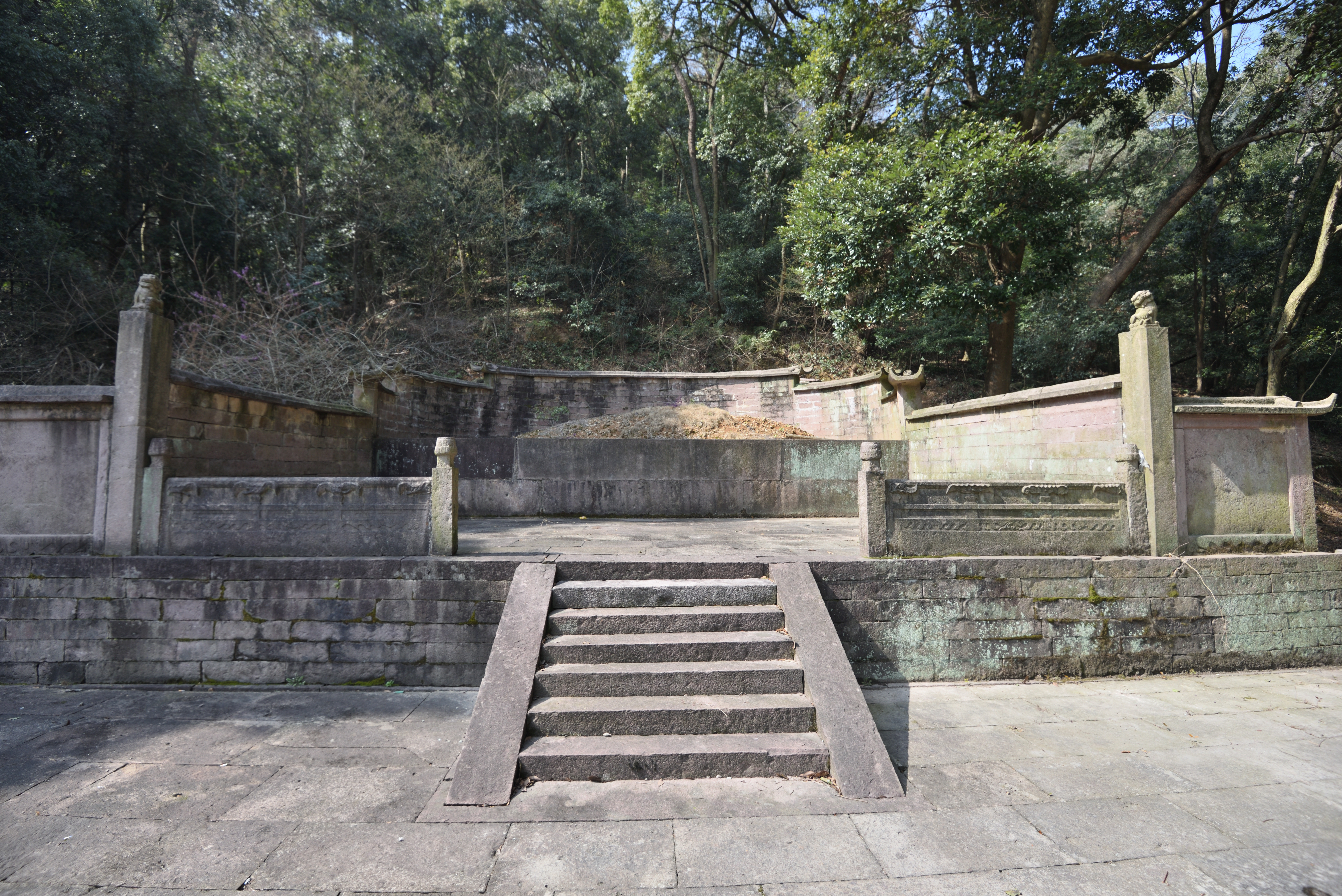
墓穴
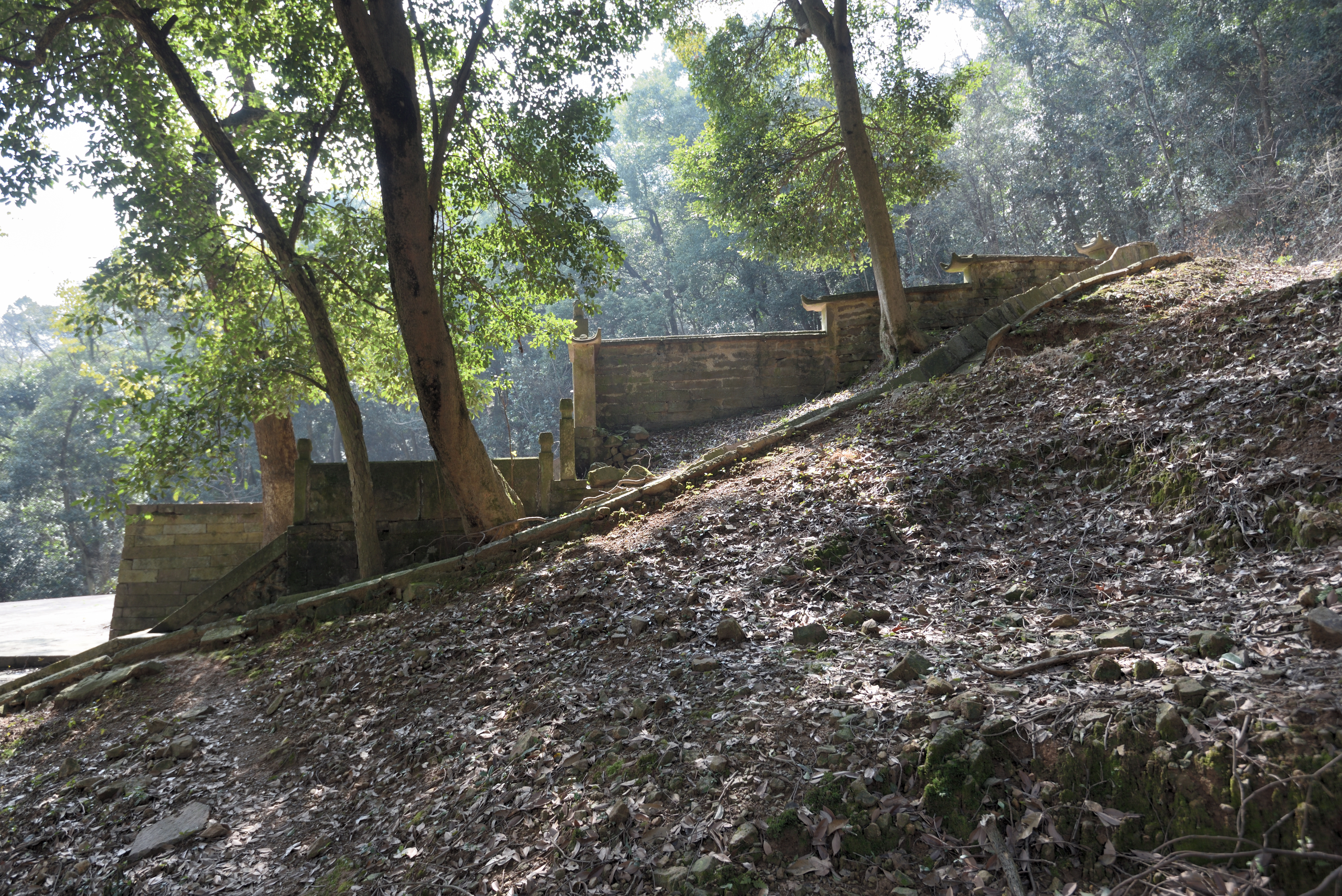
石砌墓墙